# チェルトナム
チェルトナム (Cheltenham) は、イギリス・グロスターシャーのバラ。保養地として知られている。コッツウォルズ地方の端に位置し、近くにはグロスター(Gloucester) やサイレンセスター(Cirencester) といった町（あるいは村）がある。
チェルトナムフェスティバルは毎年3月にチェルトナム競馬場で行われる競馬の障害競走の祭典である。

## 歴史
1715年、鉱泉が発見されると王室の保養地となった。18世紀から19世紀にかけて温泉目あてに大勢の保養客が集まるようになり、コッツウォルズでは珍しい大きな町に変わった。

## スポーツ
チェルトナムを本拠地に置く、チェルトナム・タウンFC(1892年創設)が存在する。07/08シーズンは、フットボールリーグ2(4部相当)に所属している。また、チェルトナム競馬場はイギリス・アイルランドにおける障害競走の中心のひとつであり、チェルトナムフェスティバルなどが開催される。

## 関係者
出身人物
- アーサー・ハリス - 空軍軍人
- ダンカン・ボイズ - 海軍軍人
- グスターヴ・ホルスト - 作曲家
- エドワード・ジェンナー - 医学者
- ブライアン・ジョーンズ - ローリング・ストーンズのギタリスト
- ロバート・ハーディ - 俳優
- フェリシティ・ロット - 声楽家
- P.J.クルック - 画家

居住その他ゆかりある人物
- マーク・レスター - 元子役、整骨師

## 姉妹都市
- アヌシー、フランス
- 威海、中華人民共和国
- ゲッティンゲン、ドイツ
- ソチ、ロシア
- キスム、ケニア